# Heber-Overgaard
Heber-Overgaard (Navajo: Ooljééʼtó) ist ein Census-designated place im Navajo County im US-Bundesstaat Arizona. Das U.S. Census Bureau hat bei der Volkszählung 2020 eine Einwohnerzahl von 2.898 auf einer Fläche von 17,9 km² ermittelt.
Heber-Overgaard liegt in rund 1960 m Höhe auf dem Mogollon Rim und wird von der Arizona State Route 260 und der Arizona State Route 277 tangiert.

## Bildung
Heber-Overgaard liegt im Heber-Overgaard Unified School District.